# 嬬恋バラギ温泉
嬬恋バラギ温泉（つまごいバラギおんせん）は、群馬県吾妻郡嬬恋村（旧国上野国）にある温泉。

## 泉質
- アルカリ性単純温泉
- 源泉温度 - 38.2℃

## 入浴施設

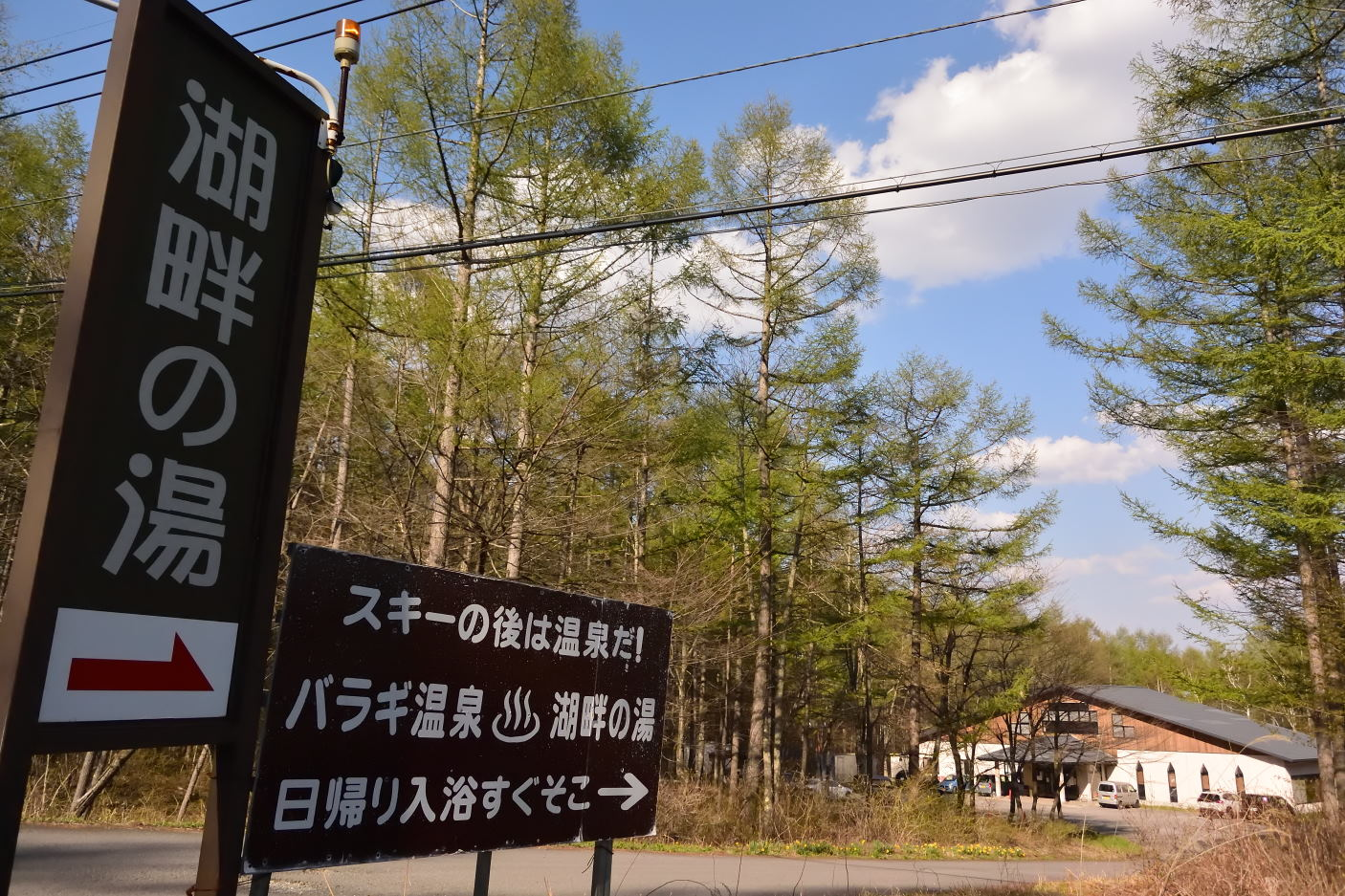
嬬恋バラギ温泉 湖畔の湯

バラギ湖畔の森の中に日帰り入浴施設「嬬恋バラギ温泉 湖畔の湯」があり、温泉スタンドが併設されている。近隣のリゾートホテルにも温泉が供給されている。

## アクセス
- JR吾妻線、万座・鹿沢口駅
- 上信越自動車道、碓氷軽井沢ICより県道92号→国道18号→国道146号→浅間‐白根火山ルート→国道144号
- 上信越自動車道、上田菅平ICより国道144号